# Страндберг, Бритт
Бритт Страндберг в замужестве Лунден (швед. Britt Strandberg; род. 31 марта 1934 года, Хеннан) — шведская лыжница, олимпийская чемпионка, призёрка чемпионатов мира.
На Олимпиаде-1960 в Скво-Вэлли стала олимпийской чемпионкой в эстафете, кроме того стала 10-й в гонке на 10 км.
На Олимпиаде-1964 в Инсбруке завоевала серебро в эстафетной гонке, а также заняла 11-е место в гонке на 5 км и 4-е место в гонке на 10 км.
На Олимпиаде-1968 в Гренобле вновь завоевала серебряную медаль в эстафетной гонке, в обоих личных гонках, на 5 и 10 км была 15-й.
За свою карьеру на чемпионатах мира завоевала две медали, обе в эстафетных гонках, серебряную на чемпионате мира-1962 в Закопане и бронзовую на чемпионате мира-1966 в Осло.